# Green Eyed Soul (Sarah Connor)
Green Eyed Soul è l'album di debutto della cantante tedesca Sarah Connor, album pubblicato nel 2001 su etichetta Epic Records/X-cell Records.
L'album contiene in tutto 17 brani. Tra questi, figura la hit From Sarah with Love.
In alcuni brani, la Connor duetta con il cantante TQ.
L'album raggiunse il secondo posto delle classifiche in Germania e fu disco di platino in Finlandia.

## Tracce
1. Let's Get Back to Bed – Boy! (feat. TQ) – 3:56 (Rob Tyger, Kay Denar, Terrance Quaites)
2. If U Were My Man – 3:38 (Troy Samson, Bülent Aris)
3. French Kissing – 3:35 (Tyger, Denar, Teddy Riley, Chauncey Hannibal, Lynise Walters, William Steward, Dr. Dre)
4. Magic Ride (Whatever U Wish 4) (feat. TQ) – 4:29 (Eddie Martin, Kenny Yeomans, Quaites)
5. From Sarah with Love – 5:08 (Tyger, Denar, Sarah Connor)
6. Make U High – 3:33 (Tyger, Denar, Connor)
7. In My House – 3:13 (Rick James)
8. Where Do We Go from Here – 3:55 (Adam Charon, Mekong Age, Rufi-Oh)
9. I Can't Lie – 3:42 (Martin, Yeomans)
10. Imagining – 5:32 (Martin, Yeomans)
11. Every Little Thing – 3:37 (Nosie Katzmann, Aris, Daniel Troha)
12. Undressed – 3:38 (Tyger, Denar)
13. Can't Get None – 3:58 (Terrance Quaites)
14. Man of My Dreams – 3:11 (Aris, Chris Tonino, Michael Eirich)
15. Let Us Come 2gether – 3:53 (Tyger, Denar)
16. When I Dream – 3:39 (Charon, Age, Rufi-Oh, Connor)
17. Let's Get Back to Bed – Boy! (Gena B. Good-Remix) (feat. TQ) – 3:56 (Rob Tyger, Kay Denar, Terrance Quaites)